# Serrat del Cap del Sàbat
El Serrat del Cap del Sàbat és una serra a cavall dels municipis de Corbera de Llobregat i de Sant Andreu de la Barca a la comarca del Baix Llobregat, amb una elevació màxima de 151 metres. Li deu el nom al bandoler Josep Sàbat de la població de Sant Andreu de la Barca. En Sábat fou un delinqüent -criminal que va viure sobre els s. XVIII i XIX i actuà als termes de Corbera de Llobregat i Sant Andreu de la Barca, encara que també se l'acusà de crims comesos a la província de Tarragona. Fou empresonat, condemnat a morir esquarterat. Col·locaren el cap i les mans del bandoler dins d'una gàbia, prop del camí que unia Corbera amb Sant Andreu de la Barca, per tal d'advertir els altres possibles malfactors de les conseqüències de les seves malifetes. La gàbia va estar penjada força temps. D'aquí el nom "Serrat del cap d'en Sàbat".